# A jogász (film)
A jogász (eredeti cím: The Counsellor) 2013-ban bemutatott brit-amerikai bűnügyi-thriller Ridley Scott rendezésében. A forgatókönyvet Cormac McCarthy írta. A főszereplők Michael Fassbender, Cameron Diaz, Penélope Cruz, Javier Bardem és Brad Pitt.
Az Amerikai Egyesült Államokban 2013. október 25-én mutatták be, Magyarországon november 14-én az InterCom forgalmazásában.
A film többnyire vegyes értékeléseket kapott a kritikusoktól, akik elismerték a látványt, a forgatókönyvet és a film történetét. A Metacritic oldalán a film értékelése 48% a 100-ból, ami 42 véleményen alapul. A Rotten Tomatoeson a Jogász 34%-os minősítést kapott, 194 értékelés alapján.

## Szereplők
| Színész            | Szereplő         | Magyar hang    |
| ------------------ | ---------------- | -------------- |
| Michael Fassbender | A jogász         | Nagy Ervin     |
| Cameron Diaz       | Malkina          | Für Anikó      |
| Penélope Cruz      | Laura            | Németh Borbála |
| Brad Pitt          | Westray          | Stohl András   |
| Javier Bardem      | Reiner           | Fekete Ernő    |
| Bruno Ganz         | Gyémántkereskedő | Fodor Tamás    |
| John Leguizamo     | Randy            | Rajkai Zoltán  |
| Natalie Dormer     | Szőke nő         | Gáspár Kata    |
| Goran Višnjić      | Bankár           | László Zsolt   |
| Dean Norris        | Vásárló          | Vass Gábor     |

## Díjak és jelölések
| Év   | Díj                               | Kategória          | Jelölt             | Eredmény |
| ---- | --------------------------------- | ------------------ | ------------------ | -------- |
| 2014 | London Critics Circle Film Awards | Az év brit színész | Michael Fassbender | Jelölve  |
| 2014 | MTV Movie Awards                  | Best WTF Moment    | Cameron Diaz       | Jelölve  |